# 宰勒法納
32°23′49″N 4°13′34″E / 32.39694°N 4.22611°E

宰勒法納（阿拉伯语：‎），是阿爾及利亞的城鎮，位於該國中部，由蓋爾達耶省負責管轄，是宰勒法納區的首府，面積2,220平方公里，海拔高度358米，2008年人口10,161人，人口密度每平方公里5人。